# هيو روس
هيو نورمان روس (بالإنجليزية:Hugh Ross)(من مواليد 24 يوليو 1945) وهو كندي أمريكي وعالم فيزياء فلكية، مدافع لاهوتي، ومدافع عن خلقية الأرض القديمة. روس حاصل على درجة الدكتوراه في الفيزياء الفلكية من جامعة تورونتو وحاصل على شهادة البكالوريوس في الفيزياء من جامعة كولومبيا البريطانية. روس من مناصري قدم عمر الأرض وقدم عمر الكون، على الرغم من انه يرفض التطور والتولد التلقائي كما التفسيرات لتاريخ وأصل الحياة.